# Amsterdam Stories USA
Pour plus de détails, voir Fiche technique et Distribution.
Amsterdam Stories USA est un film documentaire et road movie américain sorti en 2012, réalisé par les cinéastes néerlandais Rob Rombout et Rogier van Eck. Il a été produit par Hubert Toint et Jean-Jacques Neira de la société de production cinématographique belge Saga Film. La première a été diffusée à Amsterdam lors du Festival international du film documentaire d'Amsterdam en novembre 2012 et à Bozar de Bruxelles, en Belgique, en janvier 2013.

## Synopsis
Le film retrace l'histoire, la culture et la vie de 15 petites villes américaines, toutes nommées Amsterdam,. Les lieux explorés sont New York (New Amsterdam), Amsterdam (État de New York), Amsterdam (Pennsylvanie), Amsterdam (Ohio), Amsterdam (Virginie), Amsterdam (Géorgie), Amsterdam (Mississippi), Amsterdam (Texas), Amsterdam (Indiana), Amsterdam (Wisconsin), Amsterdam (Iowa), Amsterdam (Missouri), Amsterdam (Montana), Amsterdam (Idaho), et Amsterdam (Californie).
Le film dure un total de six heures (360 minutes) divisées en quatre chapitres de quatre-vingt-dix minutes nommés Est, Sud, Midwest et Ouest. C'est le deuxième film d'une trilogie qui s'intéresse principalement aux lieux, villes, îles et personnes nommés Amsterdam. Il est précédé par Amsterdam via Amsterdam et suivi par Amsterdam Black and White.

## Production
L'idée d'Amsterdam Stories USA est née lorsque les cinéastes ont présenté un autre film, Amsterdam via Amsterdam, aux États-Unis. Ils remarquèrent quinze autres Amsterdam dans le pays et lorsqu'ils les alignèrent sur une carte, ils formèrent un itinéraire linéaire d'un océan à l'autre. Ils ont décidé de tourner un road movie capturant la même chose. Ils ont choisi de commencer à New York et de finir en Californie avec Rombout en reconnaissance dans la région de New York tandis que van Eck visitait la Californie. Quatre tournages d'une durée de six semaines chacun ont été réalisés. East et West ont été filmés en premier, suivis du Sud et du Midwest. L'ensemble des travaux s'est étalé sur deux ans. Au départ, la durée de l'ensemble du film n'était pas déterminée mais le projet initial avec la RTBF devait durer au maximum deux heures. À l'issue du premier montage, il y avait six heures et Wilbur Leguèbe, alors responsable des coproductions documentaires à la RTBF, a décidé de le programmer en 4 chapitres d'1 h 30.
Rombout et van Eck, tout en jouant eux-mêmes, voyagent en voiture à travers les États-Unis, faisant quinze arrêts dans différentes villes, villages et villes qui ont ou ont eu le nom d'« Amsterdam ». Bien qu'il n'y ait pas grand-chose en commun entre ces lieux, ils sont tous d'origine similaire, ayant été fondés par des explorateurs hollandais. Le film dessine une géographie imaginaire reliant Amsterdam aux paysages d'Amsterdam avec le mode de vie des gens qui les occupent. Traversant d'est en ouest et du nord au sud, le film montre la nature native de chaque paysage et les signes des gens qui les ont habités et façonnés au fil du temps. Au fur et à mesure que les cinéastes parcouraient les villes, les villages et les villages, ils faisaient des arrêts intermittents pour interviewer les habitants qui racontaient leur vie, leurs souvenirs et leurs expériences. Une cinquantaine d'histoires sont recueillies.
La cinématographie, par Benjamin Wolf, a utilisé un appareil photo numérique Canon 5D et a utilisé des prises de vue en gros plan. Le flou a été introduit dans leurs images où ils interviewaient un orateur, faisaient un gros plan et terminaient par un travelling depuis leur voiture en mouvement, noyant le sujet dans le flou. En termes d'éclairage et de mise en scène, les personnes interrogées ont été placées dans un environnement semi-obscur et près de la caméra pour un tournage en gros plan. La lumière n'éclairait latéralement que la moitié du visage des sujets, créant un clair-obscur. Le cadrage et l'éclairage isolaient les personnages de leur environnement en créant une pénombre.
Les cinéastes ont été en partie encadrés par Russell Banks qui les a rencontrés en Ohio. Banks estime que le documentaire changerait la personnalité et la vision de l'Amérique de son public et a mis les réalisateurs au défi de choisir des images qui pourraient révéler la vie, les besoins et les peurs des personnes qu'ils filmaient. Les 50 histoires ont relevé ce défi avec succès grâce à leur équilibre caractéristique entre information et émotion. Divers thèmes sont abordés dont la guerre du Vietnam, le mouvement des droits civiques, les assassinats de JFK et de son frère, Robert, Martin Luther King et Malcolm X. Le thème du rêve américain figure également dans le tournage avec Rombout et Van Eck interrogeant des témoins à ce sujet. On pense que le cadre a causé de l'inconfort et des épisodes de silence lors d'entretiens menant à la réflexion et encourageant une réflexion approfondie sur l'histoire, le mode de vie et la vision de l'Amérique. D'après les observations recueillies dans les histoires, il est évident que tous les Américains n'ont pas la possibilité d'échapper aux conditions sociales de leur vie telles que le racisme.
Le travail de Rob Rombout sur ce film a joué un rôle significatif dans le renforcement de sa carrière en tant que réalisateur de documentaires. Le film a mis en valeur les capacités de narration de Rombout et son talent pour découvrir des récits captivants dans des lieux apparemment ordinaires. Le succès du documentaire a permis à Rombout d'établir une réputation pour la création de films provocants, visuellement engageants et thématiquement riches. Cette réalisation a contribué à sa croissance artistique en tant que cinéaste, ouvrant la voie à une exploration plus approfondie de divers thèmes et techniques de narration dans ses projets ultérieurs.

## Films
| Film    | Date de sortie | Lieux concernés                                | Directeur(s)                | Producteur(s)                            | Société(s) de production                          |
| ------- | -------------- | ---------------------------------------------- | --------------------------- | ---------------------------------------- | ------------------------------------------------- |
| Est     | 2012           | New York, État de New York, Pennsylvanie, Ohio | Rob Rombout, Rogier van Eck | Hubert Toint, Jean-Jacques Neira, Wilbur | Film de saga, Production d'images wallonnes, RTBF |
| Sud     | 2012           | Virginie, Géorgie, Mississippi, Texas          | Rob Rombout, Rogier van Eck | Hubert Toint, Jean-Jacques Neira, Wilbur | Film de saga, Production d'images wallonnes, RTBF |
| Midwest | 2012           | Indiana, Wisconsin, Iowa, Missouri             | Rob Rombout, Rogier van Eck | Hubert Toint, Jean-Jacques Neira, Wilbur | Film de saga, Production d'images wallonnes, RTBF |
| Ouest   | 2012           | Montana, Idaho, Californie                     | Rob Rombout, Rogier van Eck | Hubert Toint, Jean-Jacques Neira, Wilbur | Film de saga, Production d'images wallonnes, RTBF |

### Distribution

#### Est
- Edgar Olivier
- Rick Salazar
- Brom Cole
- Elinor Tatum
- Tony Jr.
- Michel Botwinick
- Guillaume Staats
- Len Tantillo
- Bob Cudmore
- Susan Phemister
- Stephen Havre
- Linda Morel
- Lee McCoy
- Robert Pebbles Jr.
- Cheryl cailloux
- Banques Russell
- Cindy Kelly
- Cathy Kelly
- Marty Wright
- Walt Prisbilla
- Denis Gallagher
- Jarrod bascule
- David Teeter
- Dustin Teeters

#### Sud
- Adrien Cronauer
- Katherine Camper Harris
- Marie-Anne Roder Obensemart
- Leigh et Walter Lacy
- Nickie Zeake Hawkins
- Jack Wingate
- Jacquelyn Wingate
- Jackson F.Wingate -Ruff
- Shérif Wiley Griffin
- Myron Mixon
- Frank et Jesse James
- Kévin Hollis
- Hélène Brooks
- Val McKnight
- Nancy Düren
- William D.Montgomery
- Charles Evers
- Jacqueline Salen
- Johan Salen
- Banques Russell
- Derek W.Shoobridge
- Bob Johnson

#### Midwest
- Raymond E. Cotner Junior Andy
- Shaffer Marie
- Faye Shaffer Sven
- Pauline d'Amsterdam
- Williams Nancy
- Michel Stoll
- Caucutt Brian
- Kit Barbe
- Mayer
- Catherine Mayer
- Timothée Jacobson
- Napoléon Bonaparte
- Ray Bassette
- Sabrina Brie Hendersen
- Steven Thomas

#### Ouest
- Banques Russell
- Phil Scriver et John Toenyes
- Chesney Sherman
- Pasteur Jack
- Chesney Sherman
- Robert Amsterdam
- Alex Kunkel
- Don Peeter
- Gerrit Peeter
- Les habitants de la réserve de Shoshone Paiute
- Véronique Alvarado
- Lune a demandé
- Pierre Cook

### Autres détails
| Film    | Équipe et détails                  | Équipe et détails      | Équipe et détails                                | Équipe et détails               | Équipe et détails     |
| Film    | Producteur(s)                      | Producteur exécutif    | Éditeur(s)                                       | Directeur(s) de la photographie | Société de production |
| ------- | ---------------------------------- | ---------------------- | ------------------------------------------------ | ------------------------------- | --------------------- |
| Est     | Hubert Toint et Jean-Jacques Neira | Marie-Sophie Volkenner | Fanny Roussel, Alice de Matha et Frédéric Dupont | Benjamin Loup                   | Film de saga          |
| Sud     | Hubert Toint et Jean-Jacques Neira | Marie-Sophie Volkenner | Fanny Roussel, Alice de Matha et Frédéric Dupont | Benjamin Loup                   | Film de saga          |
| Midwest | Hubert Toint et Jean-Jacques Neira | Marie-Sophie Volkenner | Fanny Roussel, Alice de Matha et Frédéric Dupont | Benjamin Loup                   | Film de saga          |
| Ouest   | Hubert Toint et Jean-Jacques Neira | Marie-Sophie Volkenner | Fanny Roussel, Alice de Matha et Frédéric Dupont | Benjamin Loup                   | Film de saga          |

## Accueil
Amsterdam Stories USA a reçu beaucoup de couverture médiatique. La RTBF l'a diffusé dans les années 2013, 2015 et 2017. Le film a également reçu plusieurs projections dans des festivals. Selon Michael Pattison, l'approche non interventionniste utilisée par les cinéastes où ils permettaient aux personnes interrogées de parler sans interruption les laissait dire n'importe quoi de sauvage sans questionnement. Il note également que, bien que le film soit deux fois plus long qu'il aurait dû l'être, il parle à peine de la nature capitaliste de la vie américaine. Le film est également indisponible sur les services de streaming américains. 

## Distinctions

### Récompenses
| Année | Décerner                                           | Événement                                              | Lieu                     |
| ----- | -------------------------------------------------- | ------------------------------------------------------ | ------------------------ |
| 2013  | Gagnant du prix du public du meilleur long métrage | Festival international du film indépendant de Lisbonne | Portugal                 |
| 2013  | Gagnant du grand prix                              | Festival International du Film Ethnologique            | Belgrade, Serbie         |
| 2014  | Meilleur long métrage documentaire,                | 4e Prix Magritte                                       | Mont des Arts, Bruxelles |

### Festivals et nominations
| Année | Événements et nomination                                            | Lieu                  |
| ----- | ------------------------------------------------------------------- | --------------------- |
| 2012  | Festival international du film documentaire d'Amsterdam             | Amsterdam             |
| 2012  | Avant-première privée à l'American Club Brussels                    | Bruxelles, Belgique   |
| 2013  | Festival des Voyageurs Étonnants                                    | Rennes, France        |
| 2013  | Festival international du film ethnologique                         | Belgrade, Serbie      |
| 2013  | Quinzaine du cinéma francophone                                     | Paris, France         |
| 2013  | Festival Aux Écrans du Réel                                         | Le Mans, France       |
| 2013  | IndieLisboa Festival international du film indépendant de Lisbonne, | Lisbonne, Portugal    |
| 2013  | Festival International du Livre et du Film « Étonnants Voyageurs »  | Saint Malo, France    |
| 2013  | Nommé pour le documentaire du mois                                  | Paris, France         |
| 2014  | Festival international du documentaire de Taïwan                    | Taïwan                |
| 2015  | Invité au studio national des arts contemporains, Fresnoy           | France                |
| 2016  | Festival international du film de Tiburon                           | États-Unis            |
| 2017  | 11e KAFFNY annuel                                                   | New York, États-Unis  |
| 2017  | Présentation spéciale au John Adams Institute                       | Amsterdam             |
| 2018  | Le Festival du Monde Court Long                                     | Corrientes, Argentine |